# Phalangomma virginicum
Phalangomma virginicum is een hooiwagen uit de familie Phalangodidae.